# Polygyros
Polygyros (in greco Πολύγυρος?) è un comune della Grecia situato nella periferia della Macedonia Centrale di 21931 abitanti secondo i dati del censimento 2001.
A seguito della riforma amministrativa detta piano Callicrate in vigore dal gennaio 2011 che ha abolito le prefetture e accorpato numerosi comuni, la superficie del comune è ora di 947 km² e la popolazione è passata da 10721 a 21931 abitanti.